# OneCoin

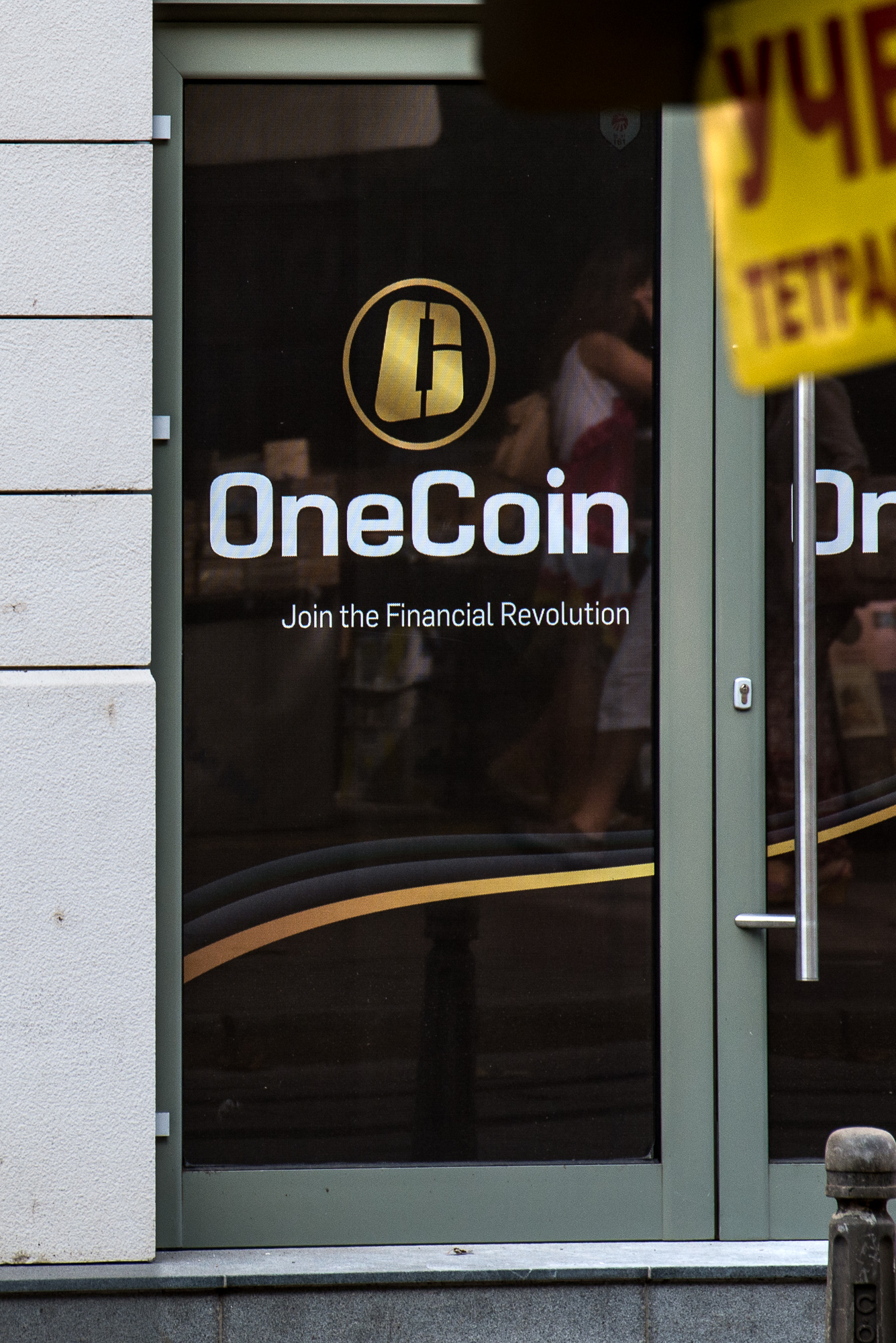
A OneCoin logója az egyik irodájuk ajtaján (Szófia, Bulgária)

A OneCoin digitális fizetőeszköznek álcázott, multi-level marketing-elemekkel rendelkező piramisjáték. Több más kriptopénz-átveréshez hasonlóan a Bitcoin 2010-es évek-beli népszerűségét lovagolta meg. 
Az Egyesült Államok nyomozóhatóságai szerint egy „hibrid Ponzi-rendszer”: hozamfizetés nem volt, a befektetőktől szerzett pénzt (több becslés szerint körülbelül 4 milliárd dollárt, bár egyes újabb vizsgálatok 19,4 milliárdra teszik az összeget) az üzemeltetők pusztán szétosztották maguk között.
Kínában a nyomozóhatóságok 1,7 milliárd jüant (80 milliárd forint) foglaltak le 98 vádlottól. A New York Times „a történelem egyik legnagyobb csalásának” nevezte.
Mögötte a Bulgária-központú offshore OneCoin Ltd. (melyet Dubajban regisztráltak) és az OneLife Network Ltd. (ami belize-i illetőségű) cégek állnak, melyeket Ruzsa Ignatova alapított Sebastian Greenwooddal közösen.
A cégekben illetve azok tevékenységében több olyan személy is részt vett vagy részt vesz akik más piramisjátékok szervezői voltak. Elmondásuk szerint a bitcoinhoz hasonló blokklánc technológiát használnak (ez az állítás később hamisnak bizonyult). A klasszikus piramisjátéknak a kriptopénzek világában az egyik legnagyobb visszhangot keltett példája.

## Története
A OneCoin 2014-ben kezdte működését, hivatalos vezetője a korábban csalásért és sikkasztásért elítélt bolgár Ruzsa Ignatova volt. A vállalkozás sikeres volt, egyes befektetők azonban már 2015 elején kételkedni kezdtek a beígért haszonban. Ennek ellenére sok ember hitt benne; 2014 és 2016 között 3 milliárd eurót (3,4 milliárd dollárt) szereztek a befektetőktől, akik közel 60%-a kínai volt.
A vállalat és az általuk használt módszer kapcsán már 2015–2016 folyamán számos ország hatósága folytatott vizsgálatot, köztük Bulgária, Finnország, Svédország, Norvégia, és Lettország. Egyik ország hatósága sem nyilvánította a OneCoin eljárását bűncselekménynek, de figyelmeztették a lakosságot az ehhez hasonló vállalkozásokban rejlő potenciális kockázatokra. Ugyanezt a figyelmeztetést szintén megtette több ország pénzügyi felügyeleti szerve vagy nemzeti bankja, többek között Bulgáriában, Norvégiában, Horvátországban és Thaiföldön. A Magyar Nemzeti Bank pedig 2015 júniusában külön felhívásban figyelmeztetett a veszélyekre.
2016–2017-ben az OneCoint még „bitcoingyilkosként” emlegették, azonban 2017-ben, mikor az Egyesült Államokban is megjelent a OneCoin, az amerikaiak vizsgálódni kezdtek, és kiderítették, hogy az egész egy Ponzi-séma, melynek nincs köze a kriptodevizákhoz és a blokkláncokhoz. Az Egyesült Államok igazságügyi minisztériumának 2019-es közleménye szerint a OneCoin „egy több milliárd dolláros piramisjáték, mely egy hamis kriptovaluta árulásán alapul”. A kicsalt pénz mennyiségét egy Fortune-cikk 19,4 milliárd dollárra teszi, ez alapján az OneCoin minden idők legnagyobb pénzügyi átverése.
Több személy ellen eljárást indítottak, Ruzsa Ignatova 2017 óta szökésben van, Sebastian Greenwoodot 2018-ban, Konstantin Ignatovot (Ignatova testvérét, aki átvette tőle a vezetői pozíciót) 2019 márciusában letartóztatták. 2019 novemberében Ignatov bűnösnek vallotta magát pénzmosás és csalás bűncselekményekben; a maximálisan kiszabható büntetése 90 év börtön is lehet. Tárgyalását 2020 áprilisáról a kormány képviselőjének kérésére júliusra tolták Ignatov vallomásának hiányosságai miatt. A tárgyalások további elhalasztott dátuma 2021. május 12., majd 2021. november 12. lett.
A vizsgálatok még 2021-ben is folytak, ugyanis a hatóságok lassan haladnak a számos országot átszövő szélhámosság felgöngyölítésével. A OneCoin-séma még 2019 második felében is működött, különösen a fejlődő országokban voltak sikeresek az új befektetők toborozásában. 
A céget végül 2021-ben fizetésképtelenné nyilvánították. Az FBI becslése szerint nagyjából 4 milliárd dollárt sikkasztottak el. 2021 májusában Ruzsa Ignatova vélhetően Frankfurtban tartózkodik, szökésben.
A OneCoin-pártolók a szektatagokra jellemző viselkedést mutatnak: a kritikusokat szervezetten és vehemensen támadják, a negatív véleményeket megpróbálják eltüntetni, egy OneCoin ellen felszólaló nőt pedig évek óta zaklatnak és halállal fenyegetnek.

## Koncepció
Az OneCoin szerint fő tevékenységük a kereskedésről szóló oktatóanyagok árusítása. A tagok €100 és €118 000 (42 millió forint) közötti oktatócsomagot vásárolnak (egy blog €225000 összeget is említ).
Mindegyik csomagban „tokenek” vannak amikkel OneCoin kriptopénz bányászható. A bányászatot állításuk szerint 2 bulgáriai és egy Hong Kong-i szerver végezte. Minden – egyre emelkedő – szintű csomag (a hatos és hetes szinten kívül) új oktatási anyagokat tartalmaz melyeket számos forrásból másoltak össze.
Ennek ellenére a tipikus OneCoin beszervező általában a kriptopénzekbe való befektetéseket emelte ki és az oktatóanyag ritkán került említésre.
Az OneCoinokat egyedül a OneCoin Exchange (xcoinx) rendszeren keresztül lehetett bármilyen más fizetőeszközre cserélni, mely a tagok közötti belső üzleti tér, ahol a kezdő csomagoknál nagyobb szintű tagok vehettek részt. A OneCoinokat Eurora lehetett váltani, mely egy virtuális tárcába került, ahonnan bankszámlára lehetett utalni. A piac naponta maximalizálta az átváltható OneCoin mennyiséget, így jelentősen korlátozva azt, hogy azokat közforgalmú pénzekre lehessen átváltani.
2017 januárjában az xcoinx minden külön értesítés nélkül megszűnt.

## Fordítás
- Ez a szócikk részben vagy egészben a OneCoin című angol Wikipédia-szócikk ezen változatának fordításán alapul.  Az eredeti cikk szerkesztőit annak laptörténete sorolja fel. Ez a jelzés csupán a megfogalmazás eredetét és a szerzői jogokat jelzi, nem szolgál a cikkben szereplő információk forrásmegjelöléseként.